# Tirpitz-anlegget
Tirpitz-anlegget är en tidigare provisorisk kraftstation från 1951 i Honningsvåg i Nordkapps kommun i Finnmark fylke i Norge.
Tirpitz-anlegget använde en generator och en av hjälpmotorerna med dieseldrift från det tyska slagskeppet Tirpitz, som sänktes 1944 utanför Tromsø. Kraftverket byggdes i Honningsvåg av Honningsvåg Elektrisitetsverk under återuppbyggnadsperioden för att generera extra elektrisk ström till fiskförädlingsindustrin.
I avvaktan på att Repvågs kraftverk skulle färdigställas bildades 1951 Samdriften (Repvåg Kraftlag og Honningsvåg 
Elektricitetsværk). Samdriften övertog maskiner från Tirpitz för att producera tilläggskraft. Efter det att Repvågs kraftverk började leverera ström i november 1953 avvecklades Samdriften, och Tirpitz-anlegget användes som reservkraftstation för Magerøya och som reserv för det gemensamma norska elnätet.
Tirpitz-anlegget har bevarats som museum och förvaltas nu av Nordkappmuseet i Honningsvåg.